# Écluses du Kreekrak

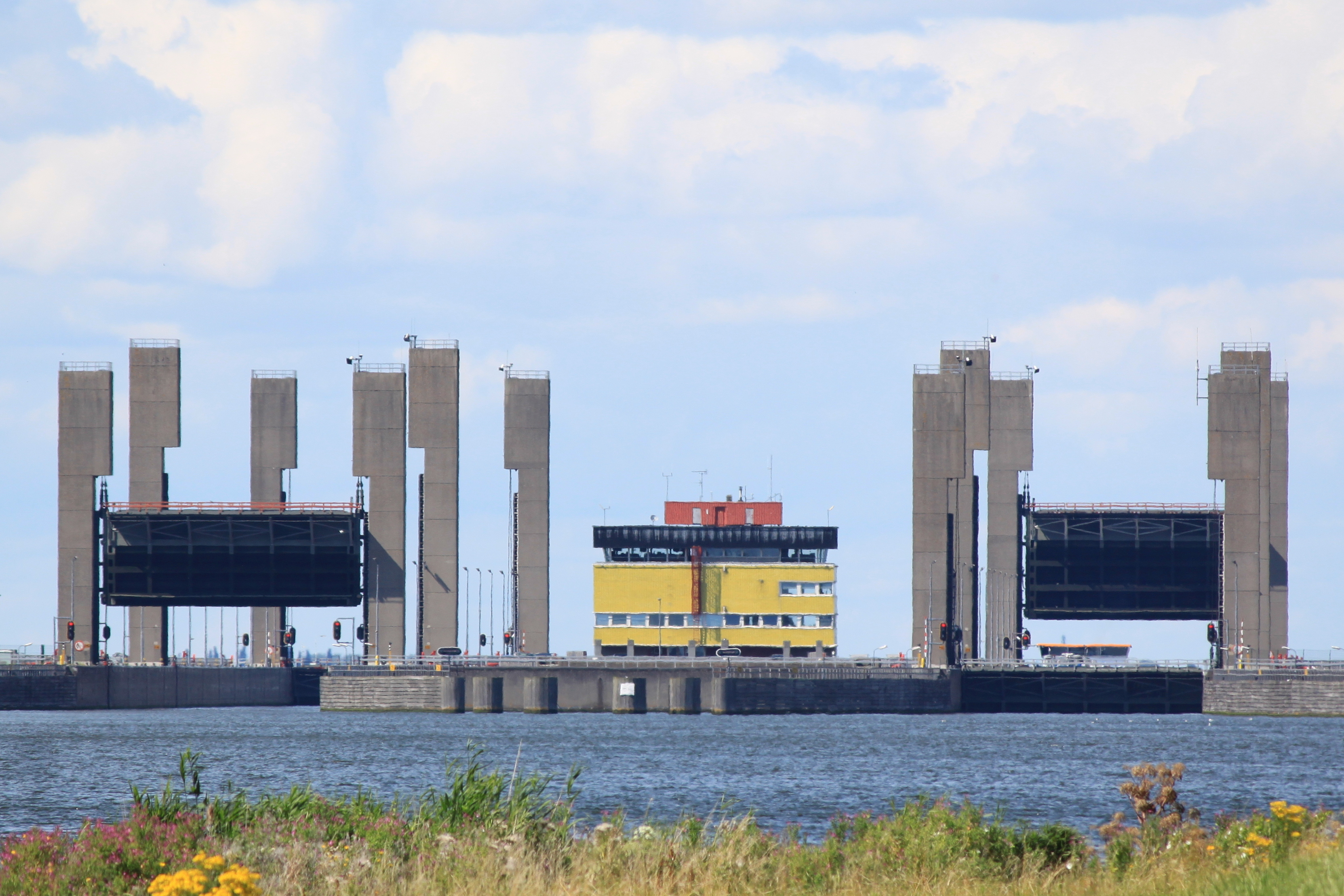
Les écluses du Kreekrak vues du côté sud.

Les écluses du Kreekrak (en néerlandais Kreekraksluizen) sont situées sur le canal de l'Escaut au Rhin, sur le territoire de la commune néerlandaise de Reimerswaal.
Quotidiennement, des centaines de bateaux les franchissent, en route vers les ports d'Anvers ou de Rotterdam. La construction d'une troisième écluse a été planifiée.
Un système permet la séparation de l'eau douce et de l'eau salée : l'eau douce du Zoommeer ne peut pas se mélanger avec l'eau salée du canal. L'eau salée ayant une densité plus élevée que l'eau douce, lorsque les bateaux sont en route vers Rotterdam, l'eau salée est pompée tandis que de l'eau douce est ajoutée. L'inverse est effectué pour les bateaux qui vont du Zoommeer vers la Belgique.